# Brad (Hunedoara)
Pour les articles homonymes, voir Brad.
Brad (en allemand Tannenhof et en hongrois Brád) est une ville du județ de Hunedoara en Roumanie.

## Démographie
En 2011, la ville comptait 13 909 habitants dont  Roumains, 1,38 % de Roms, 0,91 % de Hongrois et 0,13 % d'Allemands.

## Personnalités
- Ilarion Felea (prêtre et théologien)
- Teodor Meleșcanu (homme politique roumain)